# Malasia en los Juegos Paralímpicos de Río de Janeiro 2016
Malasia estuvo representada en los Juegos Paralímpicos de Río de Janeiro 2016 por un total de 19 deportistas, 17 hombres y dos mujeres.

## Medallistas
El equipo paralímpico malasio obtuvo las siguientes medallas:
| Nombre                  | Deporte   | Evento                          |
| ----------------------- | --------- | ------------------------------- |
| Oro                     |           |                                 |
| Ridzuan Puzi            | Atletismo | 100 m T36 masculino             |
| Muhammad Ziyad Zolkefli | Atletismo | Peso F20 masculino              |
| Abdul Latif Romly       | Atletismo | Salto de longitud T20 masculino |
| Plata                   |           |                                 |
| —                       |           |                                 |
| Bronce                  |           |                                 |
| Siti Noor Radiah Ismail | Atletismo | Salto de longitud T20 femenino  |